# Georges Haverbeke
Georges Haverbeke (Pervijze, 26 november 1896 – aldaar, 22 november 1981) was een Belgische politicus en de laatste burgemeester van Pervijze.

## Biografie
Haverbeke was de oudste zoon van landbouwer Emile Haverbeke en diens vrouw Emerentia Broucke. Vader Emile was tevens burgemeester van 1921 tot 1932.
Tijdens de Eerste Wereldoorlog, meer bepaald op 9 juli 1915, werd de 18-jarige Georges Haverbeke gerekruteerd bij het Belgische leger. Hij werd er gepromoveerd tot brigadier en later tot wachtmeester. Na de oorlog bleef hij in Pervijze wonen. Haverbeke huwde met Madeleine Vandenkerckhove te Leisele in 1930.
In 1974 werd Haverbeke gekozen tot burgemeester van Pervijze. Enkele decennia eerder was hij reeds vervangend burgemeester (1945–1947) geweest. Door de fusie met Diksmuide werd Haverbeke de allerlaatste burgemeester van Pervijze. Hij overleed op 22 november 1981 te Pervijze.